# Shahrestān di Maku
Lo shahrestān di Maku  (farsi شهرستان ماکو) è uno dei 17 shahrestān dell'Azarbaijan occidentale, in Iran. Il capoluogo è Maku.

## Società

### Evoluzione demografica
Al censimento del 2006, la popolazione dello shahrestān (comprese quelle aree che sono state successivamente scisse per formare Poldasht e Showt ) era 174.578, a 39.765 famiglie; escludendo quelle porzioni, la popolazione era 84.516 a 19.238 famiglie.

## Amministrazione

### Circoscrizione
Lo shahrestān è suddiviso in 2 circoscrizioni (bakhsh): 
- Centrale (بخش مرکزی شهرستان ماکو)
- Bazargan (بخش بازرگان)

### Città
Le città presenti nello shahrestān sono: 
- Maku
- Bazargan